# Mario Benetton
Mario Benetton (Padua, 1 de janeiro de 1974) é um desportista italiano que competiu no ciclismo na modalidade de pista, especialista na prova de perseguição por equipas.
Ganhou duas medalhas no Campeonato Mundial de Ciclismo em Pista, ouro em 1997 e bronze em 1998.

## Medalheiro internacional
| Campeonato Mundial | Campeonato Mundial | Campeonato Mundial | Campeonato Mundial      |
| Ano                | Lugar              | Medalha            | Competição              |
| ------------------ | ------------------ | ------------------ | ----------------------- |
| 1997               | Perth ( Austrália) | Medalha de ouro    | Perseguição por equipas |
| 1998               | Bordéus ( França)  | Medalha de bronze  | Perseguição por equipas |